# Ponikalnica
Ponikalnica je izraz za reko s kraškim izvirom, ki po navadi teče po neprepustni podlagi kraškega polja, ob stiku z apnencem pa ponikne v tla. To mesto imenujemo požiralnik, ponikev ali pa jamski ponor, če voda na tem mestu izginja v podzemno jamo.
Ponikalnico (podzemno reko) bi lahko definirali tudi kot reko, ki teče v celoti ali delno pod zemeljskim površjem – je torej tista reka, katere struge ne predstavlja površina Zemlje (med ponikalnice ne štejemo rek, ki izhajajo iz kanjonov).
Ponikalnice lahko povsem naravno tečejo tudi skozi jamske sisteme. Na področju kraškega sveta ponikalnice poniknejo skozi udornice (globel domnevno nastala s podorom stropa nad kraško votlino) in nadaljujejo pot pod zemljo. V jamah živijo posamezne vrste rib (Amblyopsidae) in drugih jamskih organizmov, ki so prilagojeni na življenje v podzemnih rekah in jezerih.
Ponikalnica se lahko ustvari tudi na takšen način, da se reko zajezi ali se preusmeri v podzemne vodotoke. Obraten je proces, ko ponikalnico ponovno preusmerimo na površino; to je vidna oblika prenove reke. Takšen uspešno izdelan je rečni sistem Cheonggye v središču Seula.
Primeri ponikalnic se pojavljajo tudi v mitologiji in literaturi.

## Primeri naravnih ponikalnic
Obstaja veliko primerov naravnih podzemnih rek, med drugim:
- Križna jama v Loški dolini, v Sloveniji; jih je kar 22 podzemnih jezer;
- Mojave v južni Kaliforniji, ki ponikne v več krajih;
- Narodni park Phong Nha-Ke Bang v Vietnamu ima podzemno reko, ki teče skozi jamski sistem omenjenega narodnega parka;
- podzemna Puerto Princesa ponikne na otoku Palawan, Filipini in se pojavi v Južnem Kitajskem morju
- Santa Fe na severni Floridi ponikne skozi veliko vrtačo v O´Leno State Park in se ponovno pojavi 3 km nižje v sosednjem River Rise Preserve State Parku;
- podvodni jamski sistem Sac Actun v bližini karibske obale polotok Jukatan;
- jamski sistem Río Secreto, nastajal skozi stoletja na podzemni reki, je na Riviera Maya na polotoku Jukatan.

### Primeri umetnih ponikalnic
V številnih večjih mestih so naravni vodotoki delno ali v celoti prekriti. Tako je veliko primerov podzemnih mestnih vodotokov, najbolj poznani so:
- reka Dommel, ki teče pod 's-Hertogenbosch na Nizozemskem;
- reka Fleet in druge podzemne reke v Londonu;
- reka Frome pod Bristolom;
- potok Hobart v Tasmaniji;
- reka Neglinnaya, ki teče skozi številne tunele pod osrednjim delom Moskve;
- reka Tank Stream pod mestom Sydney, Avstralija;
- reka Bievre pod mestom Pariz, Francija;
- reke Castle Frank Brook, Garrison Creek, Russell Creek in Taddle Creek ter drugi podzemni mestni tokovi v Torontu, Kanada;
- reka Zenne pod Brusljem, ki je bila pregrajena med letoma 1865 in 1871;
- reka Team pod Team Valley Trading Estate, Gateshead, Velika Britanija.

## Slovenske ponikalnice in kraške reke
- Reka
- Pivka
- Črni potok, Pivka
- Rak
- Unica
- Stržen (in Cerkniščica) : Cerkniško jezero
- Obrh
- Bloščica
- Rakitniščica
- Rovtarica
- Hotenjka, Žejski potok, Petkovščica
- Logaščica
- Loški potok (Travnik); Mežnarjev potok
- Lokva (potok) - ponikalnica pri Predjamskem gradu
- Temenica (reka) (in Prečna)
- Rinža
- Željnski potok (pritok Krke)
- Mokri potok (Kočevska reka)
- Ribnica
- Bistrica (Ribnica)
- Rakitnica
- Tržiščica
- Rašica (tudi Raščica)
- Grosupeljščica
- Ljubljanica (kraški izviri: Veliki in Mali Močilnik, Retovje)
- Ljubija
- Bistra (kraški izvir)
- Hruški potok (izvira v Podpeškem jezeru)
- Iščica (tudi Ižica; s kraškim izvirom)
- Kolpa (s kraškim izvirom v Gorskem Kotarju na Hrvaškem)
- Bilpa (s kraškim izvirom)
- Krka (s kraškim izvirom)
- Krupa (s kraškim izvirom)
- Dobličica (s kraškim izvirom)
- Vipava (s kraškimi izviri)
- Hubelj (s kraškimi izviri)
- Timava v Italiji (s kraškimi izviri)
- Jezernica (iz Divjega jezera)
- Soča (s kraškim izvirom)
- Savica (kraški izvir, slap in potok)
- Boka (kraški izvir, slap in hudourniški potok)
- Kamniška Bistrica (s kraškim izvirom)
- Bloščica • Ravniščica • Blatni potok • Farovščica • Runarščica

### Slovenska ponikalnica reka Reka
Med najdaljšo slovensko ponikalnico spada reka Reka, ki izvira v Dletu, tik za hrvaško mejo, med domačini pa je znana pod imenom ˝Vjlka woda˝ - velika voda. Desetine potokov se stekajo v glavno odvodnico. Prvi podzemni izviri segajo na Hrvaško, pravi izvirni tok reke Reke pa je še uganka. Reka je naravna posebnost, saj je najdaljša ponikalnica v Sloveniji z izjemnim odtočnim režimom, veliko vijugavostjo, nesomerno razvitim porečjem.
Med pomembne pritoke reke Reke spadajo Mola, Sušica-Mrzlek, Padež, Bistrica in Sušica. Reka Reka ponikne po približno 50 kilometrih površinskega toka v Škocjanskih jamah.
Sama doline reke Reke sodi med ornitološko pomembna področja, kjer na poplavnih travnikih gnezdijo kosec (Crex crex), ogrožena vrsta ptic, pa mala bobnarica, prepelica, vodomec, čebelar in še nekaj redkih vrst ptic. Dolina nudi življenjski prostor redkemu metulju, strašničinemu mravljiščarju (Maculinea Teleius). V celotnem območju se tako nahaja 147 ogroženih vrst ptic in 19 vrst ptic gnezdilk.

#### Tveganja v porečju reke Reke
V porečju reke Reke je že v preteklosti veliko tveganje predstavljal industrija v ilirskobistriški kotlini, pri čemer je potrebno izpostaviti predvsem:
- Tovarno organskih kislin (TOK) Ilirska Bistrica in
- Lesonit, lesno-kemična industrija.

Tovarna organskih kislin (TOK) je namreč vse do leta 1986, ko je bil uveden stečaj družbe, močno onesnaževala reko Reko. Neposredno v reko Reko so se namreč spuščale odplake, preostale odpadke (sadro, blato flokulantov, modra barvila) pa so vozili na odlagališče Globovnik v neposredni bližini mesta Ilirska Bistrica. TOK je v času svojega delovanja na omenjeno odlagališče  navozil za 150.000 kubičnih metrov nevarnega materiala, ki reagira v okolju tako, da se iz njega sprošča vodikov sulfid, ki pa je strupen ter koroziven plin z značilnim neprijetnim vonjem po gnilih jajcih. 
Po raziskavah Instituta Jožef Štefan, Odseka za znanosti okolja, ki so bile podane v Poročilu o prepoznanih tveganjih   za porečje reke Reke v letu 2007, sta v porečju reke Reke identificirani naslednja največja vira tveganja:
- Lesonit d.o.o., Lesno kemična industrija in
- Transport Ilirska Bistrica d.d.

V zadnjem letu pa veliko tveganje za kakovost vode in raznolikosti življenja v reki Reki predstavlja bioplinarna Bio – futura. Bioplinarna je namreč v letu 2012 onesnaževala reko Reko z izlivanjem digesterskega odpadka. 

##### Vpliv nevarnih snovi podjetja Lesonit za porečje Reke
Industrijski kompleks družbe Lesonit d.o.o. stoji neposredno ob strugi reke Reke, saj so najbližji proizvodni objekti družbe oddaljeni od reke Reke približno 50 metrov. Podjetje iz reke Reke črpa vodo za tehnološke potrebe, hkrati pa vanjo neposredno spušča meteorne vode.
Nevarnost za porečje reke Reke obstaja na tem območju, ker se družba Lesonit d.o.o. ukvarja s proizvodnjo vlaknenih plošč in lesnih laminatov na osnovi sečninsko-formaldehidnih in melaminsko sečninsko- formaldehidnih smol.
Tabela 1: Nevarne snovi v proizvodnji Lesonit in toksične lastnosti snovi 
| Nevarne snovi                       | Toksične lastnosti snovi |
| ----------------------------------- | --- |
| Fenol                               | Nevarnost za okolje: strupen Nevarnost za človeka: povzroča zastrupitve, poškodbe dihalnih organov, okvare ledvic, glavobol, vrtoglavico,... |
| Formaldehid                         | Nevarnost za okolje:strupen nevarnost za človeka: poškodbe oči, kože, dihalnih organov, draženje sluznice, smrtno nevaren                    |
| Termo-olje lastnosti kurilnega olja | Snov je dražeča, alergična, toksična, kancerogena                                                                                            |

Lesonit ima v stalni zalogi 4 rezervoarje po 90 m3 sečninsko-formaldehidne in melamin sečninsko -formaldehidne smole ter melaminsko-sečninsko-fenol-formaldehidnega kondenzata (skupaj približno450 t), snovi se podjetju dobavlja z avtocisternami približno 75- krat mesečno. V primeru izlitja teh snovi, bi v podjetju stekla intervencija izpiranja z meteorno kanalizacijo in po čiščenju preko lovilca olj, bi se voda odvajala v reko Reko. 
Ranljivost in ogroženost reke Reke bi bila visoka v primeru velikega požara v proizvodnih obratih podjetja Lesonit, ko bi protipožarne vode lahko "prebile" zadrževalni bazen in lovilnik olj ter določen čas odtekale v Reko, ne da bi se prej odstranile neraztopljene snovi in snovi lažje od vode.

##### Vplivi nevarnih snovi podjetja Transport na porečje Reke
Podjetje se ukvarja  s prevozi nevarnih snovi, kot so:
- lahki naftni derivati (bencin, dizel, ekstra lahko kurilno olje),
- težki naftni derivati (srednja in težka kurilna olja, bitumni),
- kemikalije za potrebe industrije (jedke snovi, vnetljive tekočine, strupi in kužne snovi, oksidirajoče snovi in organski peroksidi, druge nevarne snovi in predmeti),
- tekoči naftni plini (butan propan).

Tabela 2: Nevarne snovi podjetja Transport in njihove toksične lastnosti
| Nevarne snovi                        | Toksične lastnosti |
| ------------------------------------ | --- |
| Aceton                               | Nevarnost za okolje:strupena, netopna ali zelo slabo topna v vodi. |
| Glikol in drugi dvovalentni alkoholi | Nevarnost za okolje: Snov je manj strupena za ribe (akutni LC50>100mg/L).                                                                                              |
| Glicerol                             | Nevarnost za okolje: Pri izpustih v vodotoke se hitro razgradi. Prag toksičnosti je nad 3000 mg/L.                                                                     |
| Dušikova kislina                     | Nevarnost za okolje: oksidant, jedka tekočina, razjeda razne materiale in organske snovi, se popolnoma meša z vodo.                                                    |
| Butan-propan                         | Nevarnost za okolje: ni podatkov o morebitni strupenosti za vodne organizme. Glede na hlapnosti lahko pričakujemo hitro izhlapevanje iz vodotokov, če pride do izliva. |

Podjetje se nahaja približno 1 km od struge reke Reke, do onesnaževanja porečja reke Reke pa lahko pride ob razlitju nevarnih snovi iz avtocistern, samo v kolikor bi prišlo do odpovedi varnostnih naprav (lovilcev olj) preko izpusta v meteorno kanalizacijo. Do onesnaževanja lahko pride tudi zaradi odpovedi interne čistilne naprave ter posledičnega izpada delovanja skupne čistilne naprave.     
V primeru prometne nezgode – zdrs cisterne v rečno strugo Reke in loma posode, bi v eni uri izteklo približno 20 m3 formalina, ki bi povzročil pomor rib v celotni strugi Reke dolvodno od izpusta.

### Ponikalnice v mitologiji in literaturi
Grška mitologija je vključevala reke Styx, Phlegethon, Acheron, Cocytus, in Lethe kot reke v  Podzemlju. Dante Alighieri je v svojem podzemnem Peklu vključeval reke Acheron, Phlegethon in Styx. 
Liki v Jules Verne so na potovanju v središče Zemlje naleteli na podzemno reko:
»Hans ni bila napaka,« je dejal. »Kar slišiš je hudournik.«
» Hudournik«, sem vzkliknil.
»Ni dvoma, podzemna reka teče okoli nas.« 

Tudi v drugih romanih se pojavljajo podzemne reke.  Podzemne reke Londona se tako pojavljajo v romanu „Drowning Man“ avtorja Michaela Robothama, kot tudi v romanu Thrones, Dominations, pistateljic Dorothy L. Sayers in Jill Paton Walsh, v katerem je v znaku pripombe dodano:
»Lahko bi jih zakopali globoko, gospod, lahko bi jih združili v predorih,....ampak na koncu, kjer je reka, reka vedno bo«.